# Nojabrsk

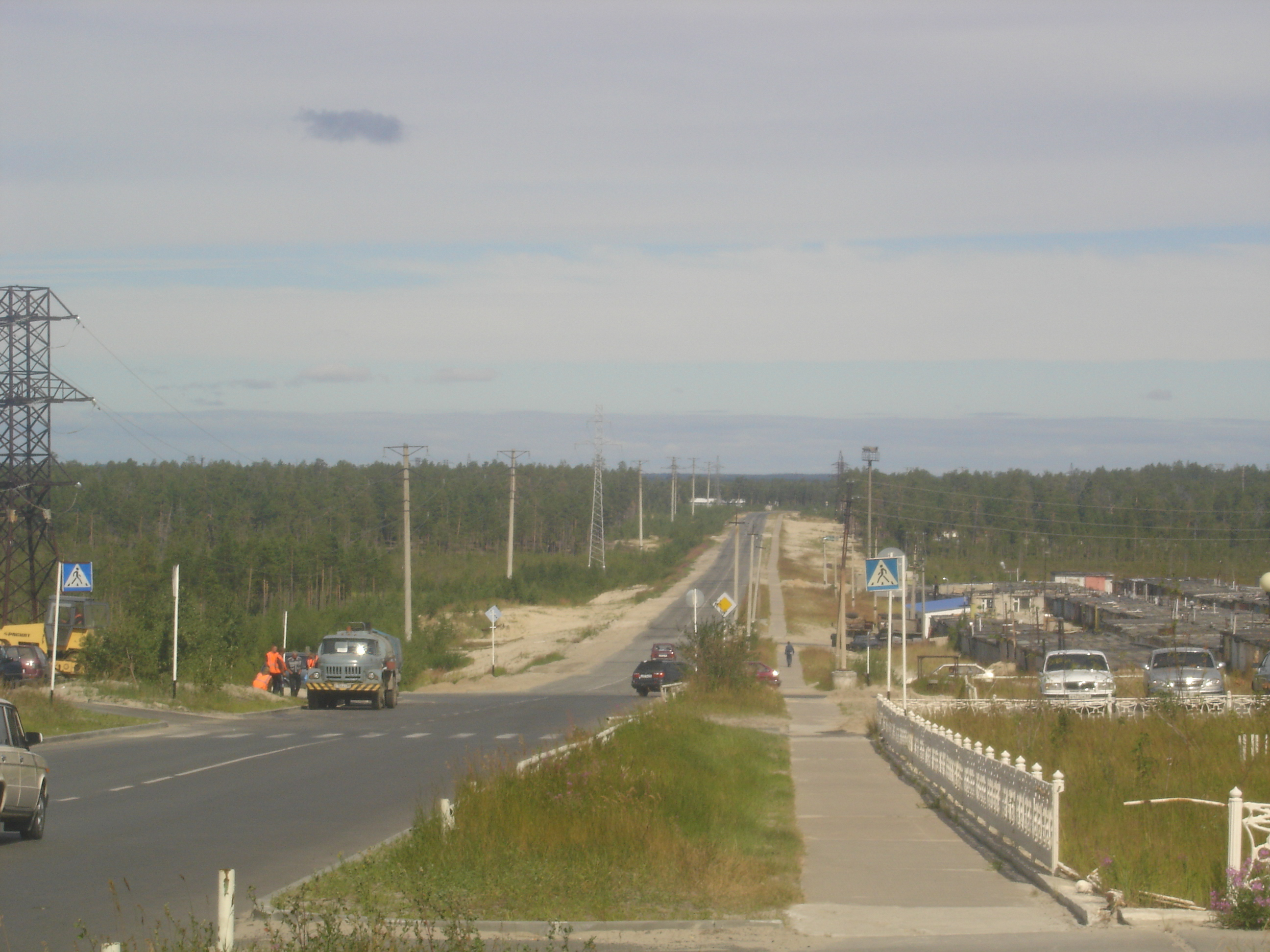
Noordelijke stadsrand, de weg naar de steden Goebkinski en Novy Oerengoj

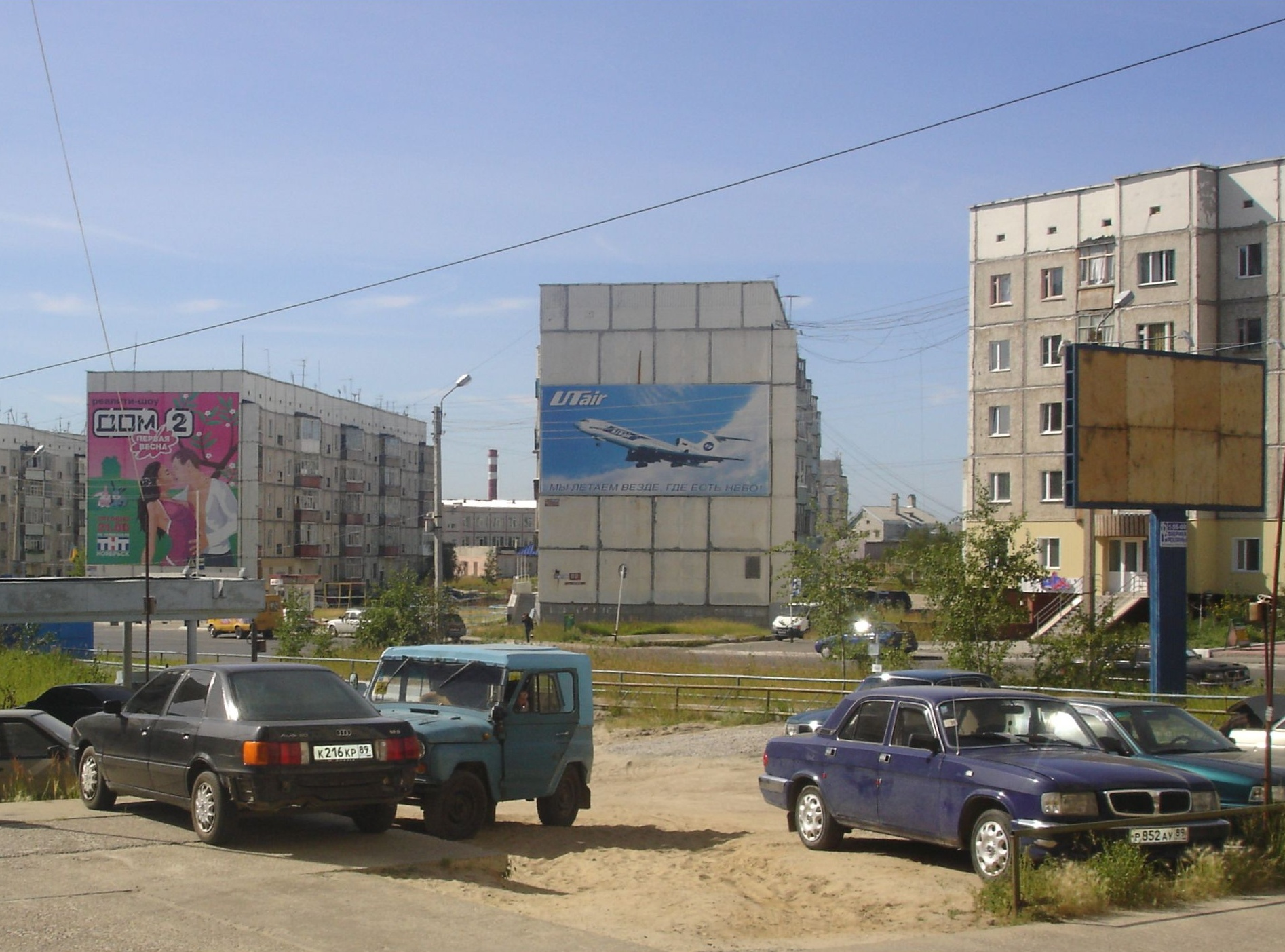
Flatgebouwen met reclame voor Dom 2 en UT Air

Nojabrsk (Russisch: Ноябрьск; "november") is een stad in het autonome district Jamalië binnen de Russische oblast Tjoemen in het noorden van West-Siberië iets ten noorden van de grens met het autonome district Chanto-Mansië. Het stedelijk district herbergt ongeveer 20% van de inwoners van Jamalië. Ook de plaats Vyngapoerovski, op 93 kilometer ten oosten van de stad, is bestuurlijk onderdeel van de stad.

## Geografie
De stad ligt in het centrale gedeelte van de Siberische heuvelrug op de waterscheiding tussen de rivieren Ob en Poer iets ten westen van het Tetoe-Mamontotjajmeer te midden van de West-Siberische olievelden. Nojabrsk ligt op ongeveer 270 kilometer ten noorden van Soergoet, 1056 kilometer ten zuidoosten van Salechard en 1550 kilometer ten noordoosten van Tjoemen. De plaats heeft een station aan de spoorlijn van Tjoemen naar Novy Oerengoj en heeft een eigen luchthaven.

## Geschiedenis
Tijdens de jaren 60 werd begonnen met de openstelling van de olie- en gasgebieden van Chanto-Mansië en Jamalië voor exploitatie. In 1968 vonden de eerste prospectie- en exploratiewerkzaamheden plaats in het gebied rond het huidige Nojabrsk. In het gebied rond het oostelijker gelegen Vyngapoerovski was namelijk iets eerder een groot gasveld aangetroffen. Op 19 augustus 1973 verrichtte voorman Solovjov de eerste boring in het olieveld Cholmogorskoje in de buurt van de huidige stad. Iets meer dan 3 maanden later produceerde het olieveld al 132 m³ aardolie per dag. In 1975 werd een landing verricht op het ijs van de rivier de Itoe-Jacha voor de start van de exploitatie van het olieveld Cholmogorskoje. Omdat deze landing in november plaatsvond en daarmee de 'geboorte' vormde van de huidige plaats, werd de deze 'Nojabrsk' (Russisch voor "november") genoemd. In november 1976 landde een groep van spoorarbeiders bij het Chantomeer en begon met de bouw van het station Chanto (Nojabrsk), voor de toekomstige spoorlijn van Soergoet naar het noorden en de nederzetting Nojabrski (Nojabrskaja). Daarop kwamen vele bouwlieden en oliewerkers naar de nederzetting om het olieveld verder te ontwikkelen. Hiervoor werd het bedrijf Nojabrskneftegaz opgezet. Op 26 oktober 1977 werd de plaats officieel geregistreerd als nederzetting met stedelijk karakter binnen het district Poerovski en werd het een selsovjet. Deze naam werd verkozen boven de naam 'Chanto' vanwege het feit dat de landing voor de bouw van de plaats plaatsvond in november (Russisch: nojabr). Aan het einde van dat jaar had de plaats al 1.523 inwoners.
In 1979 begonnen de eerste treinen te rijden op het traject tussen Soergoet en Nojabrsk en op 12 november van dat jaar kreeg de plaats de status van arbeidersnederzetting. In 1982 had de stad meer dan 25.000 inwoners, zodat ze de status van stad kon aanvragen. Op 28 april 1982 kreeg Nojabrsk deze status van stad (onder jurisdictie van Jamalië) uit handen van het presidium van de Opperste Sovjet van de RSFSR. Op 3 november 1983 landde de eerste passagiersvlucht op de nieuwe luchthaven Nojabrsk. In 1985 was de bevolking gestegen tot 55.100 mensen. In 1991 kreeg de stad haar eerste kerk (Michaël de Aartsengelkerk) en in 1997 haar eerste burgemeester (Aleksandr Boesalov).
In de Sovjetjaren was de stad gedeeltelijk gesloten voor buitenstaanders. Toen deze beperkingen verdwenen in de jaren 90, werd de stad vanwege de hoge lonen een lucratieve markt voor drugsdealers. Door corruptie en slechte uitrusting kon de militsieja aanvankelijk weinig hiertegen uitrichten. Begin 21e eeuw werd uiteindelijk actie ondernomen door burgers en regeringsfunctionarissen, waardoor het drugsgebruik onder met name tieners daalde.
Op 1 januari 2000 bedroeg de bevolking 96.976 mensen. In 2003 werd Vyngapoerovski bestuurlijk onderdeel van de stad als een microdistrict.

## Economie
Nojabrsk is een typische oliestad. De belangrijkste werkgever is oliebedrijf Gazprom neft (vroeger Sibneft); met name haar dochterbedrijf Nojabrskneftegaz. Het bedrijf is actief binnen verschillende olie- en gasvelden, zoals Cholmogorskoje, Vyngapoerovskoje, Soetorminskoje, Novogodneje en Karamovskoje en heeft ook een aantal ondersteunende bedrijven voor de olie- en gassector in de stad. Daarnaast bevinden zich onder andere een broodfabriek en een melkfabriek in Nojabrsk.

## Stadstructuur
De stad bestaat uit twee delen: een kleiner zuidelijk gedeelte (Nojabrsk-I) en een groter noordelijk gedeelte (Nojabrsk-II). Elk van deze twee heeft haar eigen spoorstation. De spoorlijn scheidt het woongebied van de stad van de industriegebieden, die werken voor de olievelden. Op ongeveer 6 kilometer ten westen van de stad ligt de luchthaven.

## Onderwijs, cultuur en bezienswaardigheden
De eerste school in de plaats werd reeds geopend in 1977. In 2007 bevonden zich er 14 scholen, een pedagogisch college, avondschool, kunstscholen en een muziekscholen voor kinderen en andere onderwijsinstellingen. Een aantal instellingen voor hoger onderwijs uit andere steden heeft een filiaal in Nojabrsk.
De stad heeft een fimtheater, een aantal kleinere winkelcentra en een aantal barren en stripclubs. In de winter bevindt zich er een skiclub aan de westkant van de woongebieden. De stad heeft veel sportvoorzieningen, waaronder meerdere overdekte zwembaden en sporthallen. In het centrum bevindt zich een park met een reuzenrad. Er bevinden zich 3 musea; een kunstmuseum, streekmuseum en een museum voor kinderkunst. In een van de musea bevindt zich een etnografische collectie.
De twee oriëntatiepunten van de stad worden gevormd door de Russisch-orthodoxe Aartsengel Michaëlkerk op een met bomen begroeide heuvel en een moskee.
In de zomer wordt het Chantomeer op 2 kilometer ten noorden van de stad gebruikt voor wandeltochten en barbecues, alsook het verderop gelegen Svetlojemeer en het Szemtsjoezjnojemeer.

## Demografie
| 1977  | 1982     | 1985     | 1989   | 2000   | 2002   | 2003      |
| ----- | -------- | -------- | ------ | ------ | ------ | --------- |
| 1.523 | ± 25.000 | ± 55.100 | 85.880 | 96.976 | 96.440 | ± 103.000 |

## Partnersteden
- Korosten (Oekraïne), sinds 1999

Bestuurlijk centrum: Salechard

Goebkinski · Labytnangi · Moeravlenko · Nadym · Nojabrsk · Novy Oerengoj · Tarko-Sale